# كوهلو ملا بندر (الريف الغربي)
كوهلو ملا بندر (بالفارسية: قلعه ملابندر) هي منطقة سكنية تقع في إيران في قسم الريف الغربي الريفي.